# Escape from Alcatraz
Escape from Alcatraz és un thriller del 1979 dirigit per Don Siegel i protagonitzat per Clint Eastwood. La pel·lícula està basada en el llibre Escape from Alcatraz de J. Campbell Bruce. Narra la història de Frank Morris (Clint Eastwood) i els germans John (Fred Ward) i Clarence Anglin (Jack Thibeau), que tenen la distinció de ser possiblement els únics en haver escapat de la presó d'Alcatraz. A més, la pel·lícula constitueix el debut cinematogràfic de Danny Glover.
En un thriller fred i atmosfèric, que reflecteix moltes de les dificultats de la vida en el presidi i les condicions de la presó de Alcatraz abans que fos tancada permanentment, poc després de la fuga.
La pel·lícula ha estat subtitulada al català per la plataforma Movistar +.

## Argument
La història comença quan Frank Morris (Clint Eastwood) arriba a la presó de màxima seguretat de Alcatraz, sent enviat allí després d'escapar d'altres presons. Es troba amb el alcaide (Patrick McGoohan), qui secament li informa que ningú ha escapat de Alcatraz. Finalment es troba amb els seus vells amics, els germans John i Clarence Anglin (Fred Ward i Jack Thibeau), i es fa amic del pres de la cel·la contigua a la seva, Charlie Butts (Larry Hankin). Morris es fa amic de molts altres presos, incloent "L'Anglès" (Paul Benjamin), un pres negre condemnat a complir dues condemnes a cadena perpètua per matar a dos homes blancs en defensa pròpia, l'excèntric Tornasol (que manté a un ratolí com a mascota seva i es diu a si mateix Al Capone), i el vell artista i conreador de crisantems Doc (Roberts Blossom).
Morris també fa un enemic del violador Llop (Bruce M. Fischer), a qui Morris copeja a la dutxa després que Llop intentés acostar-se a ell. Encara en ple desenvolupament d'aquesta trobada, Llop ataca a Morris al pati i els dos homes passen el temps en "El Forat". Quan el director descobreix que el Doc ha pintat un retrat seu, així com d'altres policies a la pròpia illa, decideix eliminar de forma permanent els privilegis de Doc per permetre-li pintar, i en resposta, Doc curta els seus dits amb un destral en el taller de la presó. Més tard, el director es troba un dels crisantems de Doc i ho aixafa davant dels interns, Tornasol enutjat salta l'alcaid i sofreix un atac cardíac fatal. L'alcaid recorda fredament a Morris que "alguns homes estan destinats no deixar Alcatraz, ni tan sols vius".
Morris s'adona que el formigó al voltant de la reixeta de ventilació de la seva cel·la és feble i pot desmuntar-lo, i planifica un pla de fuita. En els següents mesos Morris, Butts i els germans Anglin excaven a través de les parets de les seves cel·les amb culleres (que han soldat com a pales improvisades), fan maniquins de paper maché que actuen com a cimbells, i construeixen flotadors amb impermeables. La nit de la seva fuga, Butts es posa nerviós i no va amb els altres. Morris i els germans Anglin surten de la presó i són vistos per última vegada remant els seus flotadors de nit. Quan es descobreix la seva fuita l'endemà al matí, es produeix una cerca massiva per tota la badia de San Francisco. El director està convençut que els homes es van ofegar, a pesar que els cossos no s'han trobat. Troba un crisantem en la riba de l'Illa Angel i el tira a la badia després d'haver dit que els crisantems no creixen allí.

## Repartiment
| Personatge           | Actor Original (EE. UU.) |
| -------------------- | ------------------------ |
| Frank Lee Morris     | Clint Eastwood           |
| Alcaid               | Patrick McGoohan †       |
| Chester (Doc) Dalton | Roberts Blossom †        |
| John Anglin          | Fred Ward                |
| Clarence Anglin      | Jack Thibeau             |
| Charley Butts        | Larry Hankin             |
| Tornasol             | Frank Ronzio             |
| English              | Paul Benjamin            |
| Llop                 | Bruce M. Fischer         |
| Lucy Butts           | Regina Baff              |